# Suchodół (Krosno)

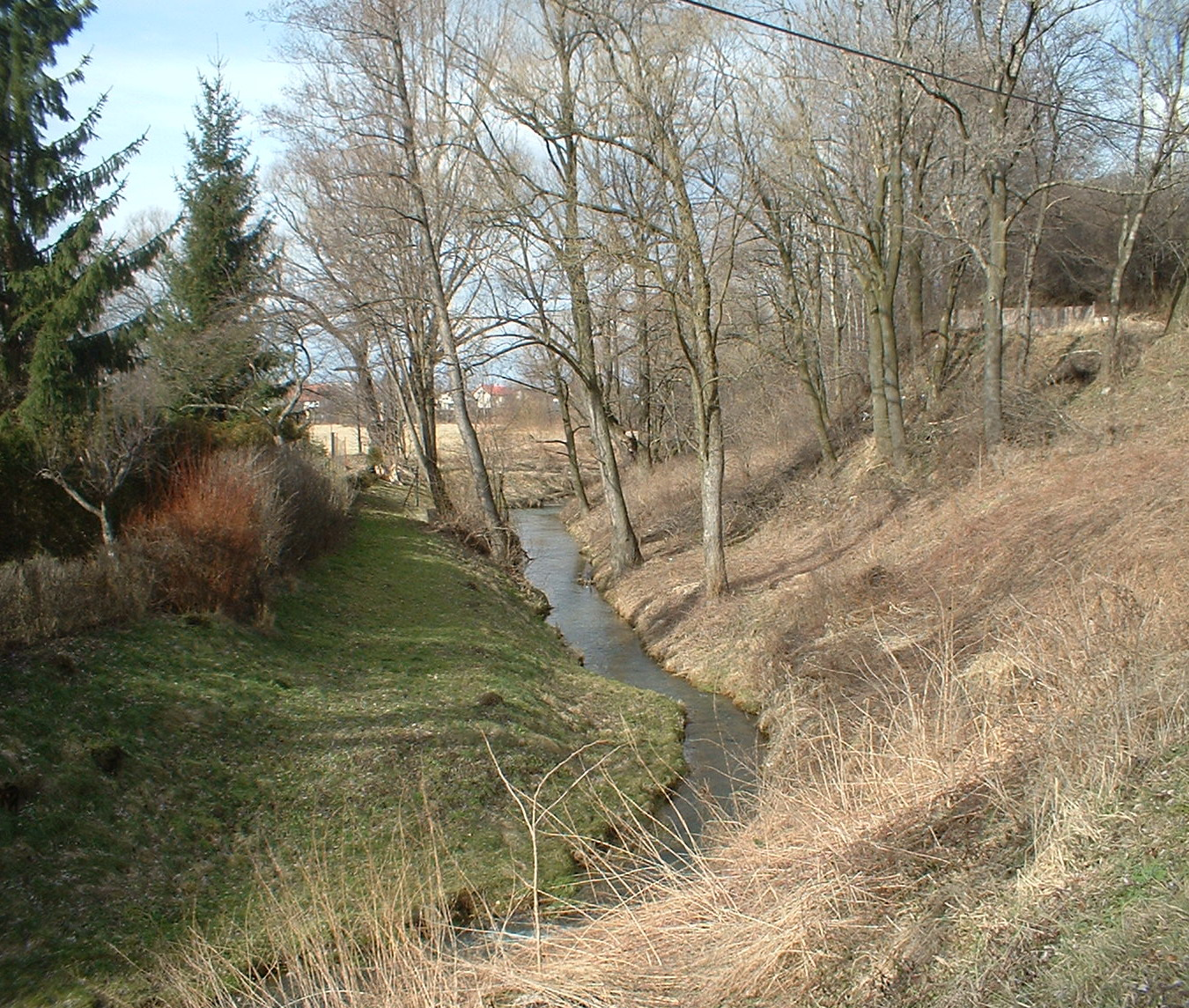
Bach Badoń in Suchodół

Suchodół ist ein Stadtteil von Krosno im Powiat Krośnieński der Woiwodschaft Karpatenvorland in Polen.

## Geschichte
Nach Adam Fastnacht bestand das Dorf als eine ethnisch polnische Siedlung schon vor dem Jahr 1340, in der Zeit des Fürstentums Halytsch-Wolodymyr, und nach der Einnahme des westlichen Rands Rotrutheniens wurde auf dem Grund des Dorfes die Stadt Krosno gegründet. Der Ort wurde jedoch im Jahr 1430 als Suchodol erstmals urkundlich erwähnt und 1493 folgte die Erwähnung als Suchodoli. Der Name ist topographischer Herkunft (suchy – trocken, dół – Loch, Graben, Schlucht). 1462 wurde es in einem Angriff der Ungarn verwüstet.
Im 15. Jahrhundert wurde das Gebiet teilweise von Walddeutschen besiedelt und der NS-Historiker Kurt Lück bezeichnete Suchodół als ein deutsches Dorf, aber die Forscher Adam Fastnacht, sowie Wojciech Blajer sahen einzelne deutsche Nachnamen im 15. und im frühen 16. Jahrhundert als unzureichendes Indiz zur endgültigen Beurteilung. Von den 32 im Jahr 1523 erwähnten Namen örtlicher Bauern hatten 5 Nachnamen deutscher Herkunft, der Rest war überhaupt polnisch. 1532 gehörte es mit den Dörfern Krościenko Niżne, Białobrzegi und Głowienka zur Stadt Krosno.
Das Dorf gehörte zunächst zum Königreich Polen (ab 1569 Adelsrepublik Polen-Litauen), Woiwodschaft Ruthenien, Sanoker Land. Bei der Ersten Teilung Polens kam Suchodół 1772 zum neuen Königreich Galizien und Lodomerien des habsburgischen Kaiserreichs (ab 1804). Ab dem Jahr 1855 gehörte Suchodół zum Bezirk Krosno.
Nach dem Ende des Ersten Weltkriegs und dem Zusammenbruch der Habsburgermonarchie kam Suchodół 1918 zu Polen. Unterbrochen wurde dies nur durch die Besetzung Polens durch die Wehrmacht im Zweiten Weltkrieg. Suchodół wurde 1954 als Stadtteil Krosnos eingemeindet.